# Roger Johnson
Roger Johnson est un footballeur anglais né le 28 avril 1983 à Ashford. Il évolue actuellement au poste de défenseur.

## Biographie
Johnson signe à Wolverhampton Wanderers  le 13 juillet 2011.
Le 16 septembre 2013 il est prêté à Sheffield Wednesday pour 3 mois.
Le 6 janvier 2014 il est prêté à West Ham United jusqu'au fin de la saison 2013-14.

## Palmarès

### En club
- Cardiff City FC
  - Finaliste de la Coupe d'Angleterre : 2008

- Birmingham City
  - Vainqueur de la Coupe de la Ligue d'Angleterre : 2011

### Distinctions personnelles
- Meilleur joueur de League Two : 2006  (Wycombe Wanderers)
- Meilleur joueur de Championship : 2009  (Cardiff City)

## Parcours d'entraîneur
- sep.2022-avr. 2023 :  Brackley Town FC